# Paul Sandberg
Paul Sandberg, född 29 juni 1891 i Uppsala, död 5 januari 1951 i samma stad, var en svensk fotograf.
Sandberg var född på Sysslomansgatan 18 som barn nummer två till skrädderiarbetaren August Teodor Sandberg från Haraker socken i Västmanland och hans hustru Milda Ottilia Lindström från Uppsala. År 1920 gifte han sig med Signe Margareta Karlsson (1890–1982) från Lena socken i Uppland. Det var på Sysslomansgatan han började sin fotografiska bana omkring 1910. Efter några år öppnade han ateljé i Rappska huset på Sysslomansgatan 15. Där var han verksam i cirka 20 år tills han 1936 flyttade till Börjegårdarna på Börjegatan 1–3. Han bodde alltså hela sitt liv på Luthagen i Uppsala. 
Paul Sandberg anlitades ofta av universitetets institutioner men även av det borgerliga Uppsala. Han anlitades bland annat av Uppsalas byggmästare för att dokumentera den omfattande byggenskapen under 1930- och 1940-talen. Under cirka 30 år var han dessutom frilansande reportagefotograf för Upsala Nya Tidning. Nils Ålenius vid Upplandsmuseet tillhörde också Paul Sandbergs stora uppdragsgivare. Han dokumenterade den uppländska allmogens gårdar och hem under Nils Ålenius forskningsresor på 1920- och 1930-talen. Paul Sandberg kallades ”Pålle med skynket”, eftersom han under större delen av sitt liv arbetade enbart med glasplåtar. 
Paul Sandberg avled 1951 i sviterna efter en trafikolycka under en reportageresa på uppdrag av Upsala Nya Tidning. Han är begravd på Uppsala gamla kyrkogård.